# فرودگاه تونیکا
فرودگاه تونیکا  (به انگلیسی: Tunica Airport)  یک فرودگاه همگانی باربری  است که یک باند فرود آسفالت و چمن دارد و طول باند آن ۷۶۴ متر است. این فرودگاه در  کشور ایالات متحده آمریکا قرار دارد و در ارتفاع ۵۹ متری از سطح دریا واقع شده است.